# Rakety Saturn

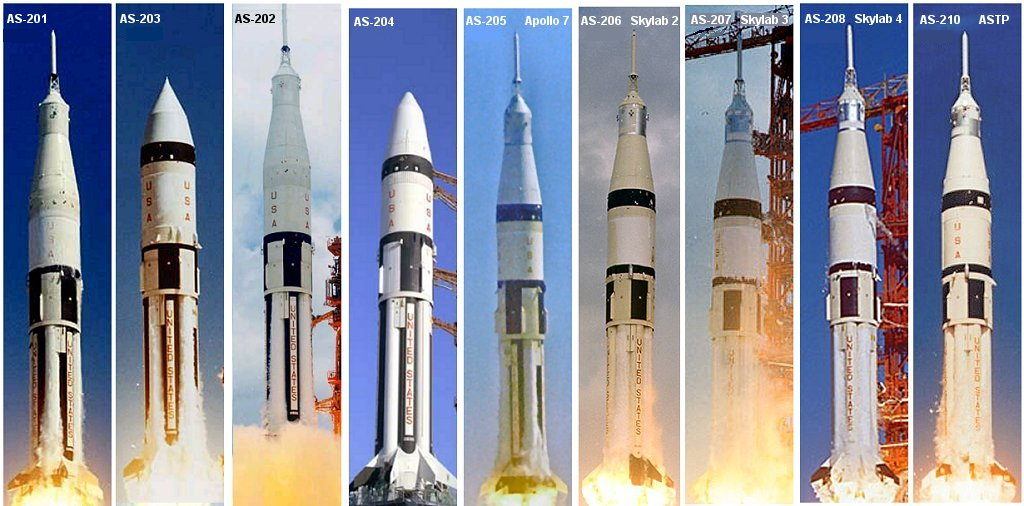
Rakety Saturn IB využité NASA

Rakety Saturn byly americké raketové nosiče určené k dopravě kosmických lodí a nákladu na oběžnou dráhu Země a k Měsíci.

## Důvod vzniku
Prezident John Fitzgerald Kennedy v květnu 1961 deklaroval cíl pro NASA: přistát s lidmi na Měsíci před rokem 1970 a bezpečně je vrátit na Zemi. Proto vznikly vesmírné programy USA Gemini a zejména Apollo. Součástí programů bylo vyvíjení dostatečně silných raketových nosičů, zejména rakety řady Saturn, které měly nahradit dosud nejsilnější rakety Titan 3A. Úkolem byl pověřen vědecký tým v Huntsville ve státě Alabama, který vedl jeho ředitel Wernher von Braun.
Spolu s raketami Saturn byly plánovány rakety Nova, které měly podobný design a užívaly mnoho stejných dílů, měly i větší projektovanou nosnost. Nicméně bylo rozhodnuto, že rakety Saturn bude snazší uvést do výroby, protože díly byly navrženy letecky přepravitelné. Rakety Nova by potřebovaly nové továrny pro všechny hlavní části, které by nemohly být postaveny včas. Saturn potřeboval pouze jedinou novou specializovanou továrnu.
Po skončení programu Apollo byly Saturny použity k dopravě astronautů k laboratoři Skylab na oběžné dráze Země..

## Varianty raket

### Saturn I
Saturn I byla první dvoustupňovou americkou raketou od počátku navrženou pro vynášení nákladu do vesmíru. Bylo odpáleno deset těchto raket, které sloužily pro nepilotované lety s kosmickou lodí Apollo a pro vynesení několika satelitů. První stupeň byl poháněn osmi, druhý šesti motory. Nosnost byla 9100 kg na nízkou oběžnou dráhu. První pokusný start byl uskutečněn 25. ledna 1964. Váha použité rakety byla 562 tuny, výška 55 metrů. Hmotnost vynášeného užitečného zatížení byla 9,5 tuny.

### Saturn IB
Saturn IB byla dvoustupňová raketa, která byla schopna vynést na nízkou oběžnou dráhu kolem Země náklad o hmotnosti až 15 000 kg. V programu Apollo se používala pro lety, při nichž byl na oběžnou dráhu kolem Země vynášen samotný velitelský modul nebo samotný lunární modul. V programu Skylab se Saturn 1B používal k dopravě astronautů k orbitální stanici Skylab. Saturn 1B byl použit i v projektu Sojuz-Apollo.

### Saturn V
Saturn V byla třístupňová raketa, která byla schopna do vesmíru vynést náklad o hmotnosti přes 80 000 kg. V programu Apollo se používala pro lety, při nichž byly na oběžnou dráhu kolem Země vynášeny společně velitelský a lunární modul a při všech letech k Měsíci. Její dvoustupňová modifikace (hmotnost nákladu až 75 tun) byla použita v programu Skylab k dopravě vlastní kosmické stanice Skylab na oběžnou dráhu kolem Země. První stupeň má pět motorů, druhý také pět, třetí jeden.